# Iglesia de San Miguel (Arañuel)

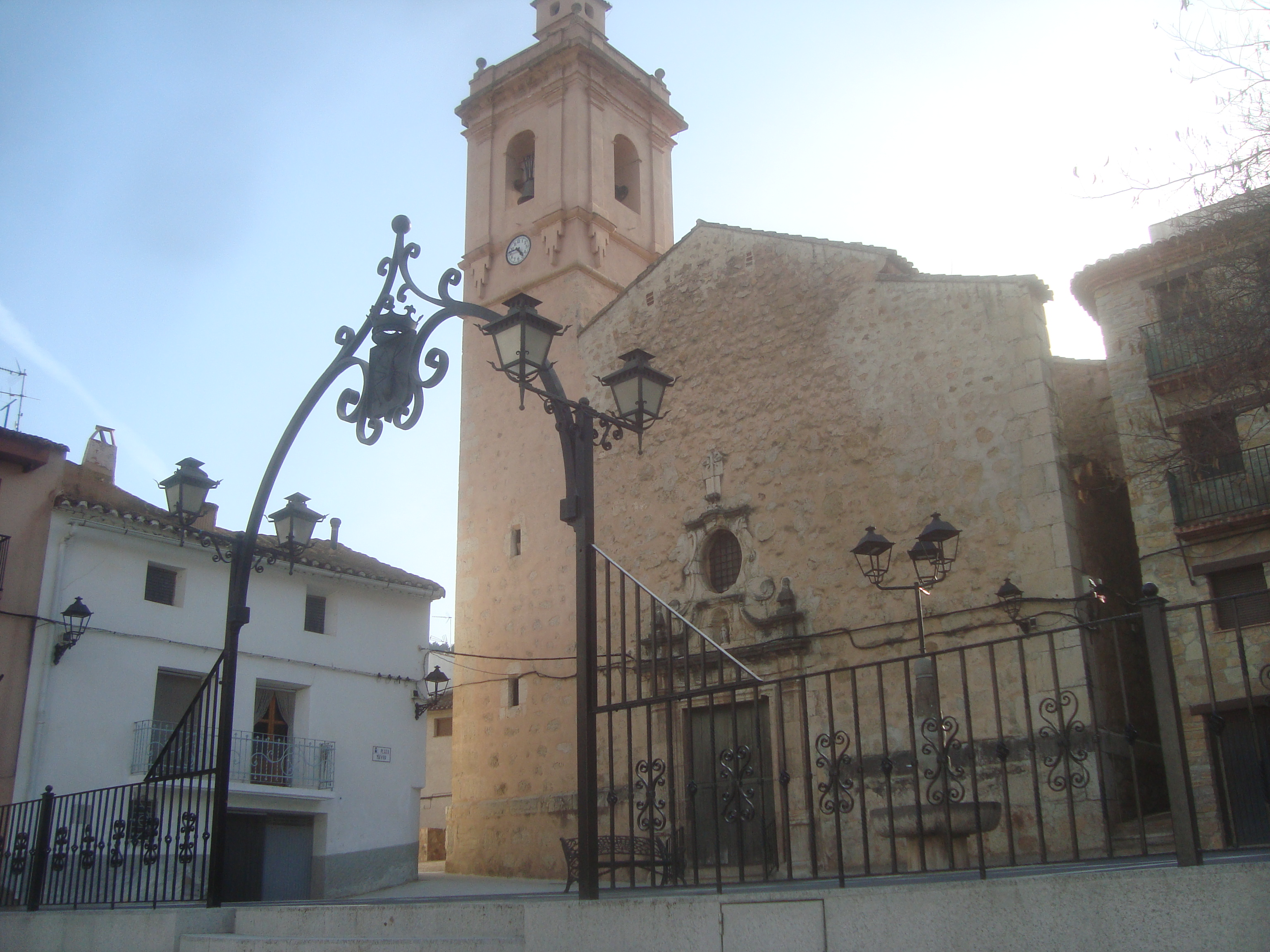
Iglesia

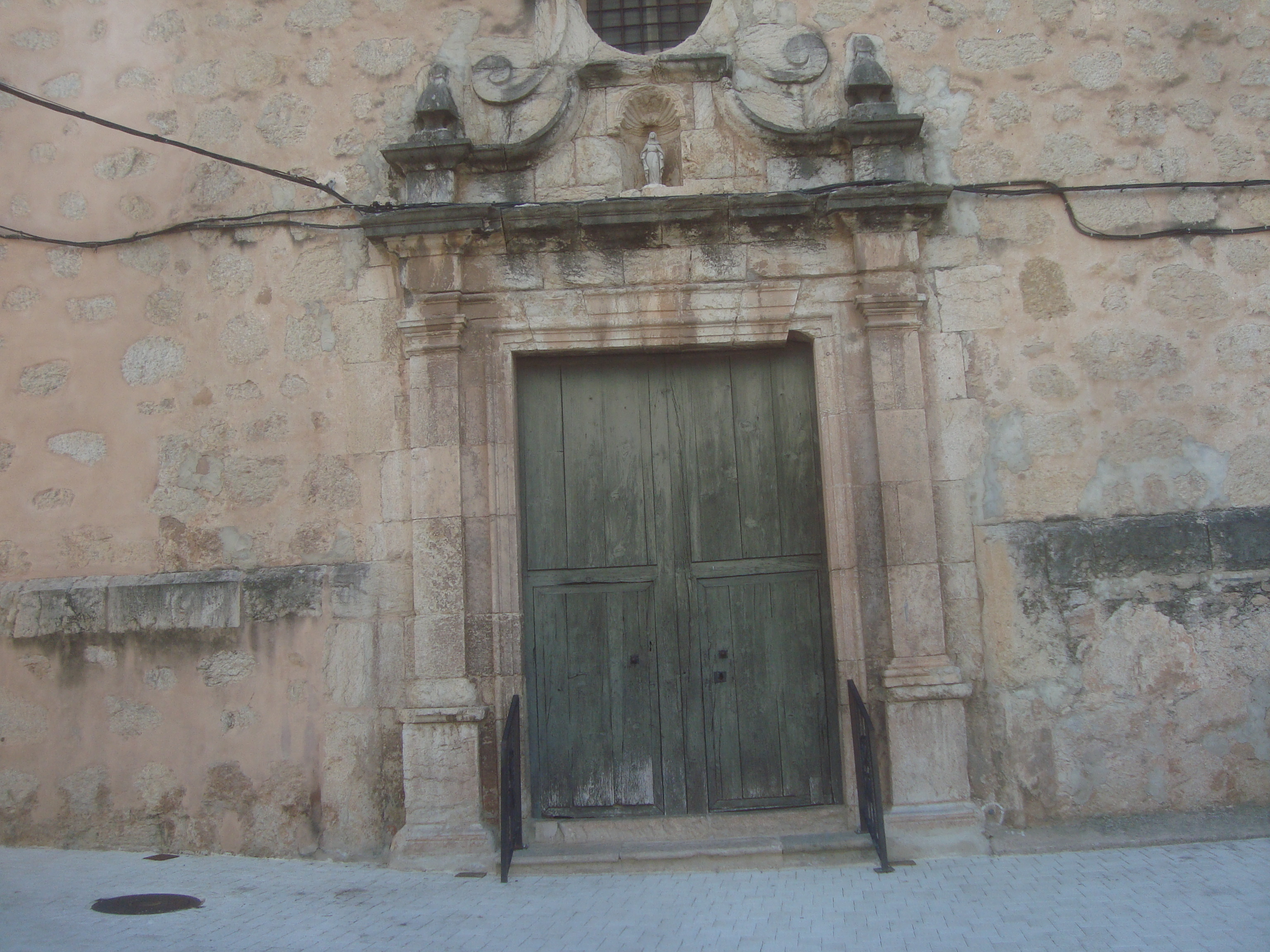
Iglesia

La iglesia parroquial de San Miguel, localizada en la plaza Mayor de Arañuel, en la comarca del Alto Mijares es un lugar de culto catalogado como Bien de relevancia local, según la Disposición Adicional Quinta de la Ley 5/2007, de 9 de febrero, de la Generalidad Valenciana, de modificación de la Ley 4/1998, de 11 de junio, del Patrimonio Cultural Valenciano (DOCV Núm. 5.449 / 13/02/2007), con código identificativo: 12.08.013-001.

## Descripción

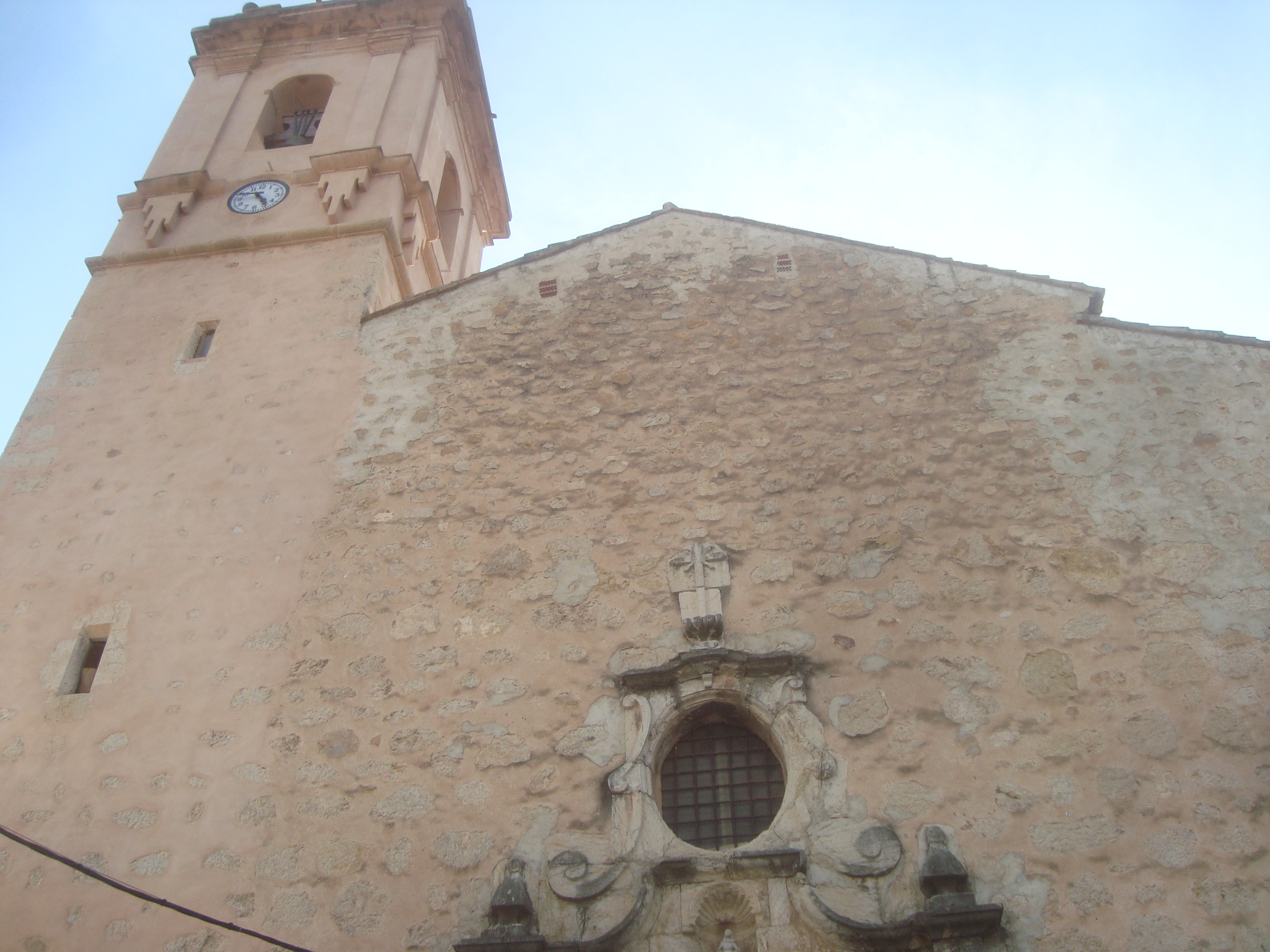
Campanario de la Iglesia Parroquial de San Miguel de Arañuel.

Se trata de una sencilla construcción datada del siglo XVII, neoclásica, con características del orden corintio. De planta de nave única, de unos 15 metros de longitud, presenta capillas laterales comunicadas entre sí con decoración e yeserías. Como detalle curioso hay que destacar la presencia en el centro parroquial de un pie de custodia datado del siglo XVII.